# Kondratowice (gmina)
Kondratowice est une gmina rurale du powiat de Strzelin, Basse-Silésie, dans le sud-ouest de la Pologne. Son siège est le village de Kondratowice, qui se situe environ 10 km à l'ouest de Strzelin, et 40 km au sud de la capitale régionale Wrocław.
La gmina couvre une superficie de 98,14 km2 pour une population de 4 656 habitants.

## Géographie
La gmina est bordée par les gminy de Borów, Domaniów, Kobierzyce et Siechnice.
La gmina contient les villages de Białobrzezie, Błotnica, Brochocinek, Czerwieniec, Edwardów, Gołostowice, Górka Sobocka, Grzegorzów, Janowiczki, Jezierzyce Małe, Karczyn, Komorowice, Kondratowice, Kowalskie, Księginice Wielkie, Lipowa, Maleszów, Podgaj, Prusy, Rakowice, Sadowice, Skała, Stachów, Strachów, Wójcin, Zarzyca et Żelowice.